# Mathurin Henrio
Pour les articles homonymes, voir Henrio.
Mathurin Henrio est un jeune résistant français, né le 16 avril 1929 au lieu-dit Tallen Crann à Baud dans le Morbihan en Bretagne et mort le 10 février 1944 dans cette même localité, abattu par des soldats allemands alors qu'il aidait des résistants.
Il est devenu, à quatorze ans, le plus jeune Compagnon de la Libération.

## Biographie
Lors de la Seconde Guerre mondiale, le lieu-dit Poulmein, situé à environ deux kilomètres au nord de Baud, est choisi pour servir de base au maquis de la zone. Le 10 février 1944, dénoncés, des membres du maquis sont sur le point d'être arrêtés alors qu'ils sont en route vers Hennebont. Une fusillade éclate et les maquisards se replient vers Poulmein pour alerter leurs camarades qui décident de fuir en effaçant les traces de leur passage dans la ferme qui leur sert de camp de base. La carte d'identité d'un des résistants est retrouvée sur les lieux du combat par un ouvrier, un jeune homme nommé Louis Le Gal qui, connaissant la personne titulaire de cette carte, décide de la lui rapporter. 
En route, ce dernier rencontre à Tallen un jeune fils de cultivateurs, Mathurin Henrio, qui décide de l'accompagner. Arrivés à la ferme, les deux jeunes aident les maquisards à charger leurs affaires et leur armement, mais ils sont surpris par les Allemands. 
La plupart des résistants parviennent à s'enfuir, mais deux sont faits prisonniers et deux autres abattus. Mathurin Henrio, s'enfuyant à travers champs, est abattu d'une balle dans le dos avant d'être achevé.
Son corps est exposé le lendemain dans la mairie de Baud. Le surlendemain, près de 3 000 personnes assistent à son enterrement. 
Il est fait Compagnon de la Libération à titre posthume, par décret du 20 novembre 1944. C'est le plus jeune des 1 038 résistants à avoir reçu cette décoration. Il est également décoré de la Croix de guerre 1939-1945.

## Hommages et distinctions

### Décorations
- Compagnon de la Libération à titre posthume par décret du 20 novembre 1944.
- Croix de guerre 1939–1945.

### Autres hommages
- La « rue Mathurin Henrio » porte son nom à Baud.
- L'« opération Mathurin » et le collectif « les Mathurins » pour la rénovation du musée de l'Ordre de la Libération, sont ainsi nommés en son honneur[2].